# História do direito
| - Ordenações Filipinas                                                                    |
| - História do direito português - História do direito brasileiro - História da Common Law |

A história do direito refere-se ao estudo das origens, evolução e desenvolvimento das normas legais, sistemas jurídicos, instituições judiciais e princípios legais ao longo do tempo. Ela analisa como as leis e o sistema de justiça têm evoluído em diferentes sociedades e culturas, desde as civilizações antigas até os sistemas jurídicos modernos. Esse campo de estudo busca compreender como as leis foram criadas, aplicadas e modificadas em resposta a mudanças sociais, políticas, econômicas e culturais. Ele examina as influências históricas, religiosas, filosóficas e políticas que moldaram os sistemas jurídicos ao longo dos séculos.
A história do direito ajuda a contextualizar os sistemas legais contemporâneos, fornecendo insights sobre como eles foram influenciados por diferentes tradições jurídicas e como os princípios fundamentais do direito foram desenvolvidos ao longo do tempo. Isso inclui o estudo de códigos legais antigos, como o Código de Hamurabi e a Lei das Doze Tábuas, bem como a evolução das jurisprudências, doutrinas e instituições legais em várias culturas e períodos históricos. O ser humano é um ser essencialmente histórico. Nesse contexto, o direito pode representar o modo como se organiza uma sociedade para manter a ordem social. Assim, a História do Direito é o ramo da história social que se ocupa da análise, da crítica e da desmistificação dos institutos, normas, pensamentos e saberes jurídicos do passado.
È o estudo de como o direito evoluiu e por que mudou. A história jurídica está intimamente ligada ao desenvolvimento das civilizações e opera no contexto mais amplo da história social. Certos juristas e historiadores do processo jurídico têm visto a história jurídica como o registo da evolução das leis e a explicação técnica de como essas leis evoluíram com o objectivo de melhor compreender as origens de vários conceitos jurídicos; alguns consideram a história jurídica um ramo da história intelectual. Historiadores do século XX consideram a história jurídica de uma forma mais contextualizada – mais em linha com o pensamento dos historiadores sociais. Eles consideraram as instituições jurídicas como sistemas complexos de regras, atores e símbolos e viram esses elementos interagirem com a sociedade para mudar, adaptar, resistir ou promover certos aspectos da sociedade civil. Esses historiadores jurídicos tendem a analisar histórias de casos a partir dos parâmetros da investigação das ciências sociais, usando métodos estatísticos, analisando classesdistinções entre litigantes, peticionários e outros atores em vários processos legais. Ao analisar os resultados dos casos, os custos de transação e o número de casos resolvidos, eles iniciaram uma análise de instituições jurídicas, práticas, procedimentos e resumos que fornecem uma imagem mais complexa do direito e da sociedade do que o estudo da jurisprudência, da jurisprudência e dos códigos civis pode alcançar.

## A disciplina
A história do direito é componente obrigatório nos cursos de Direito no Brasil e possui uma autonomia disciplinar.
A rigor, não há que se falar em história do Direito, com um caráter universalizante em uma progressão temporal linear. Adotando-se uma perspectiva sócio-antropológica e mesmo historiográfica, o que encontramos são tradições culturais particulares que informam práticas rituais de resolução de conflitos - sejam estas formais ou informais, codificadas ou não, escritas ou não.
Pode limitar-se a uma ordem nacional, abrangendo o direito de um conjunto de povos identificados pela mesma linguagem ou tradições culturais. Pode-se falar em história do Direito Romano e suas instituições, do Direito português, do brasileiro, da Common-law, ou se estender ao plano mundial. Sabe-se, por exemplo, que segundo a tradição europeia continental, a história do Direito Romano e de suas instituições tem grande importância — menor na tradição anglo-americana e quase nenhuma para os povos de tradição islâmica. 
É necessário que a história do direito, paralelamente à análise da legislação antiga, proceda à investigação nos documentos históricos da mesma época. A pesquisa histórica pode recorrer às fontes jurídicas - que tomam por base as Leis, o Direito consuetudinário, sentenças judiciais e obras doutrinárias - às fontes não jurídicas, como livros, cartas e outros documentos. 
A história do direito é de suma importância para o estudo da ciência jurídica, pois, visa compreender o processo de evolução e constante transformação das civilizações humanas no decorrer da história dos diversos povos e consequentemente das diversas culturas, do ponto de vista jurídico, sendo assim o direito a ciência das normas e princípios que regulam as relações entre indivíduos e grupos na sociedade, bem como o funcionamento e organização do Estado  .

#### Código de Hamurabi

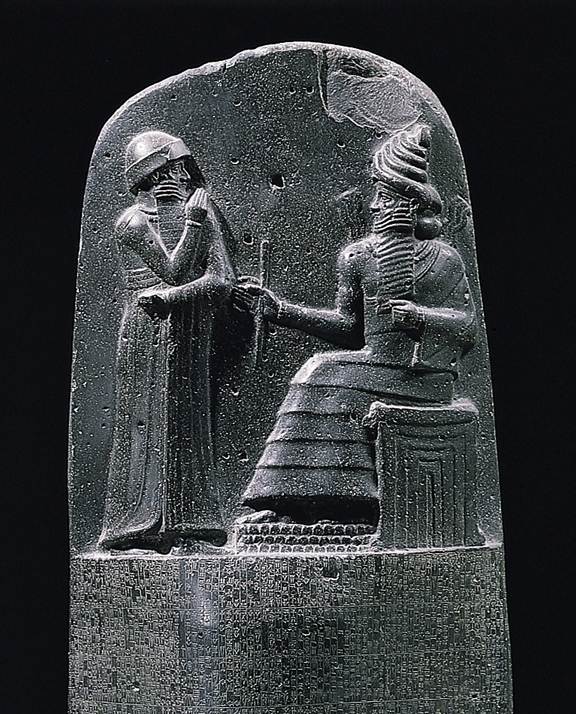
Estela com o Código de Hamurabi

## Direito na Idade Média europeia

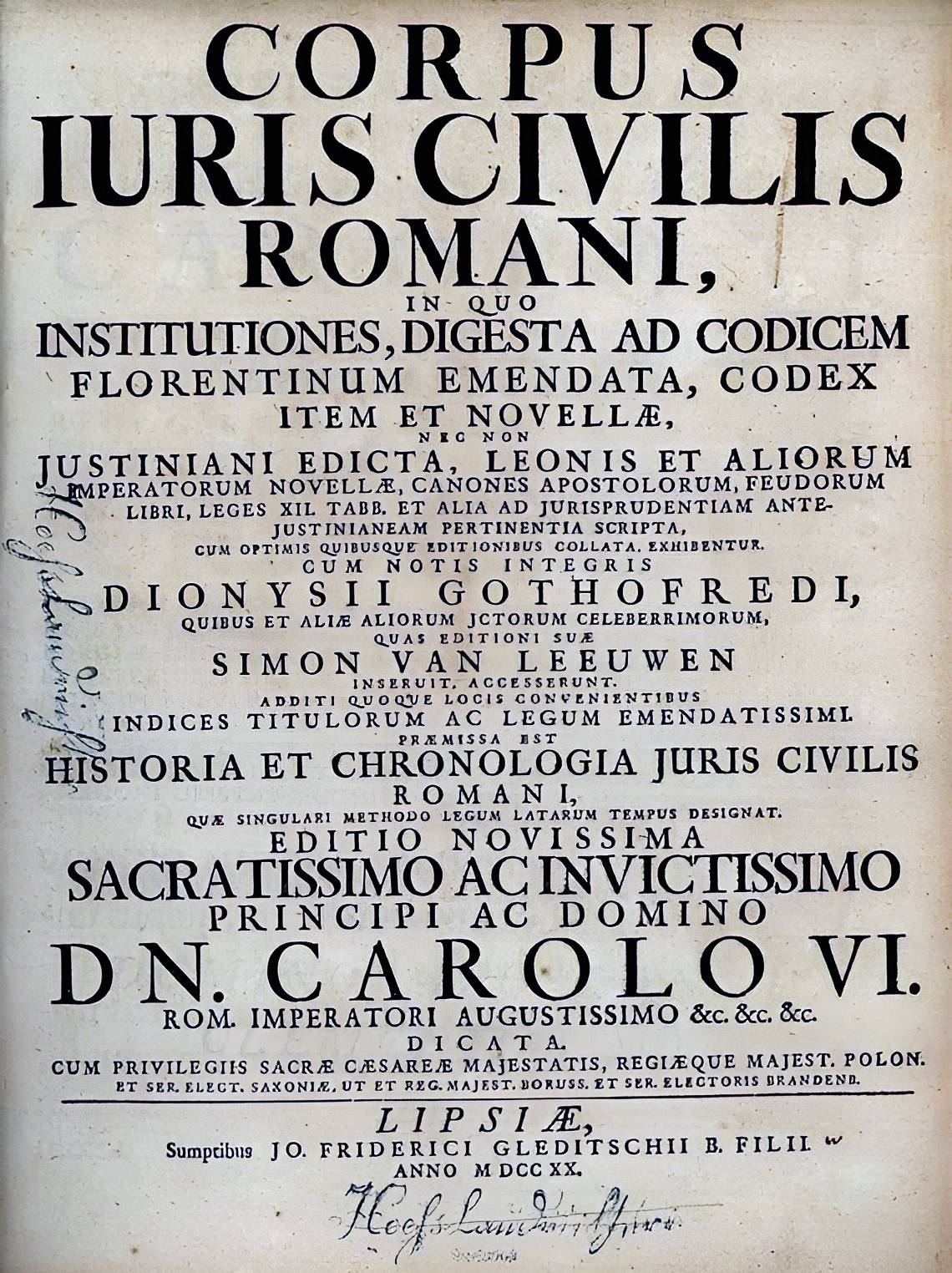
Corpo do Direito Civil

### O código civil francês

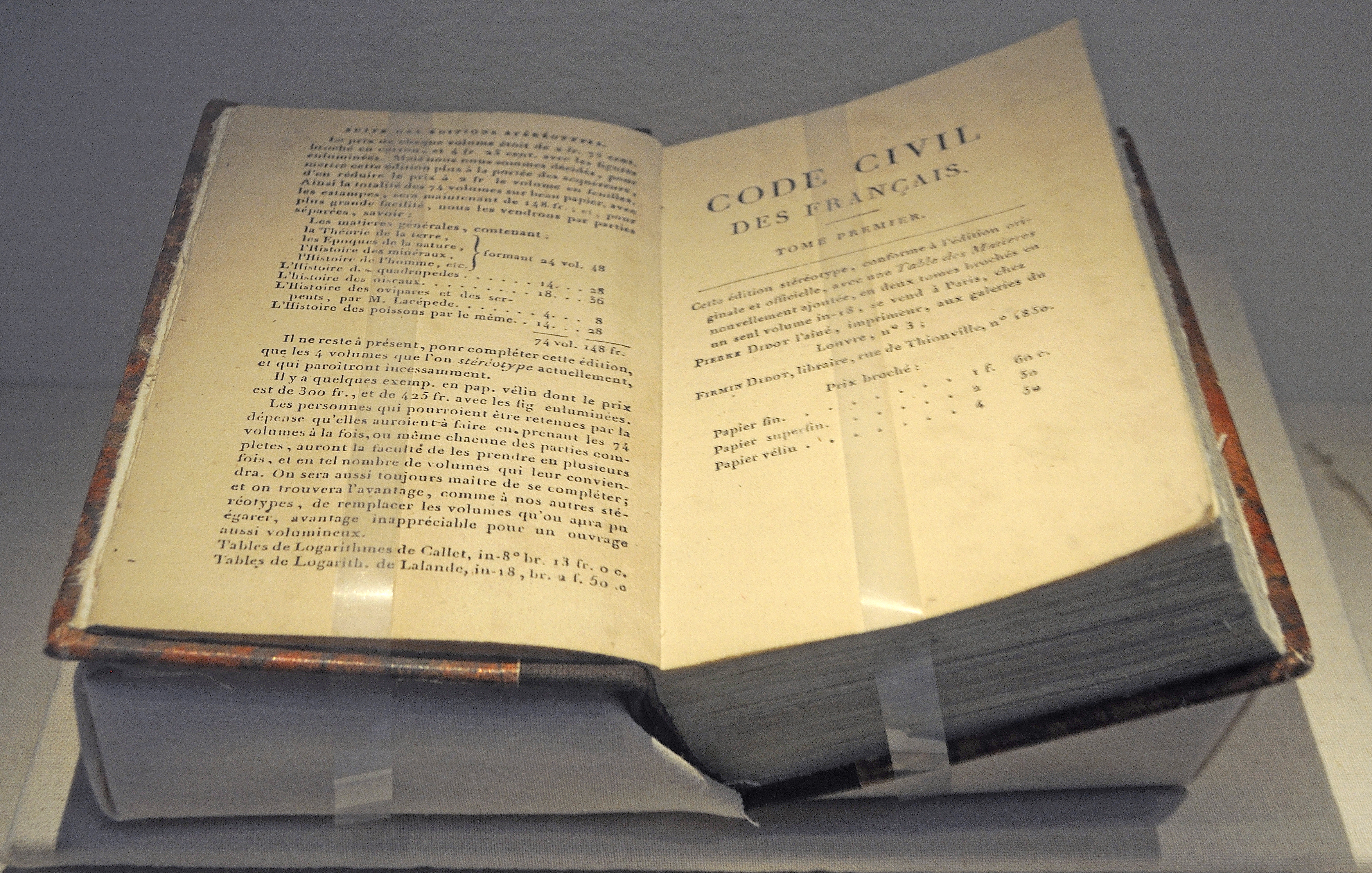
O Código Napoleônico, no Museu Histórico de Palatinate, em Speyer, Renânia-Palatinado